# Пухаче
Пухаче (пол. Puchacze) — деревня в Бяльском повете Люблинского воеводства Польши. Входит в состав гмины Мендзыжец-Подляски. По данным переписи 2011 года, в деревне проживало 244 человека.

## География
Деревня расположена на востоке Польши, к югу от реки Кшны, на расстоянии приблизительно 17 километров к западу от города Бяла-Подляска, административного центра повета. Абсолютная высота — 143 метра над уровнем моря. К северу от населённого пункта проходит национальная автодорога 2.

## История
По данным на 1827 год имелось 13 дворов и проживало 65 человек. Согласно «Справочной книжке Седлецкой губернии на 1875 год» деревня входила в состав гмины Жероцин Радинского уезда Седлецкой губернии.
В 1975—1998 годах деревня входила в состав Бяльскоподляского воеводства.

## Население
Демографическая структура по состоянию на 31 марта 2011 года:
|         | Всего | До трудоспособного возраста | Трудоспособного возраста | Старше трудоспособного возраста |
| ------- | ----- | --------------------------- | ------------------------ | ------------------------------- |
| Мужчины | 137   | 43                          | 83                       | 11                              |
| Женщины | 107   | 22                          | 60                       | 25                              |
| Всего   | 244   | 65                          | 143                      | 36                              |